# Deutsche Gesellschaft zu Montreal
Die Deutsche Gesellschaft zu Montreal (DGM; Société allemande de Montréal bzw. German Society of Montreal) ist eine Vereinigung deutschsprachiger Kanadier, die 1835 in Montreal gegründet wurde. Damit ist sie die älteste noch bestehende Gesellschaft dieser Art in Kanada. Ihr Ziel ist es, Einwanderer mit deutscher Muttersprache zu unterstützen. Daneben widmet sie sich der Erhaltung und Förderung der deutschen Sprache und Kultur. Sie hat nach eigenen Angaben 192 Mitglieder, davon 32 Ehrenmitglieder. Der Vorstand besteht aus neun Mitgliedern, dem Präsidenten und dem Vizepräsidenten, dem Schriftführer, dem Schatzmeister und fünf Beisitzern, die ehrenamtlich arbeiten und alle ein bis zwei Jahre gewählt werden. Die 25. Präsidentin ist seit 2009 Gisela Steinle. Die Jahreshauptversammlung findet jährlich in der letzten Maiwoche statt.

## Geschichte
Ihr erster Präsident war bis 1839 Louis Gugy, der Sheriff von Montreal. Die 81 Gründungsmitglieder waren etwa zur Hälfte in Kanada geboren, die übrigen kamen aus Deutschland, einige aus Großbritannien, den USA, aus Frankreich und der Schweiz. Die Gründung fand im Haus der Gesellschaft, dem ehemaligen Hotel Nelson, 452 - 454 Place Jacques-Cartier am 21. April 1835 statt. An dem Haus in unmittelbarer Nähe des Rathauses befindet sich seit 2005 eine Gedenktafel zum Gründungstag.
1864 setzte sich die Gesellschaft ein, als in Belœil in Québec 500 Einwanderer von einem schweren Eisenbahnunfall betroffen waren, bei dem 97 Menschen ums Leben kamen – das schwerste Eisenbahnunglück in der kanadischen Geschichte. Ein Gedenkstein auf dem Friedhof Mont-Royal erinnert daran.
Allerdings warnte die Gesellschaft dringlich davor, ohne Geldmittel nach Kanada auswandern zu wollen. Dazu ließ sie entsprechende „Warnungen“ auch in deutschen Zeitungen verbreiten, wie etwa dem Ingolstädter Tagblatt vom 13. Juli 1868.
Wilhelm Christian Munderloh, Präsident der Gesellschaft von 1873 bis 1877 und von 1880 bis 1893, war einer der Pioniere der Schifffahrt, zugleich Vizepräsident des Montrealer Board of Trade. Nach Gründung des deutschen Reiches wurde er dessen erster Konsul in Kanada. Er bewegte die Hamburg-America Packet Company dazu, einen Direktverkehr zwischen Europa und Kanada aufzunehmen. Die Linie wurde von der HAPAG übernommen, wobei seine Firma als Agentin eingebunden wurde.
Besonders aktiv war die Gesellschaft in Aus- bzw. Einwanderungsfragen während der großen Auswanderungswellen in Deutschland, also vor allem 1882–1884, dann während der wirtschaftlichen Krise von 1927 bis 1930 und schließlich von 1951 bis 1955. Montreal war während dieser Zeiten die größte Stadt Kanadas und der bedeutendste Hafen des Landes, so dass praktisch alle Einwanderer über diesen Hafen kamen.
1992 bis 1996 war erstmals eine Frau Präsident der Gesellschaft, nämlich Barbara Brunner-Zaharescu. Peter Lövenich, seit 1998 Präsident, wurde am 26. April 2005 im Generalkonsulat für seine Verdienste im Sinne der deutsch-kanadischen Kulturkontakte geehrt.